# Villa de Las Rosas
Villa de Las Rosas é um município da província de Córdova, na Argentina.